# Sidi Ameur (El Bayadh)
Sidi Ameur è un comune dell'Algeria, situato nella provincia di El Bayadh.